# Джованні Авреліо Авгурелло
Джованні Авреліо Авгурелло (латиною — Йоанн Аврелій Авгурелл; 1456, Ріміні — 1524, Тревізо) — італійський поет другої половини XV-першої половини XVI ст.
1515 року в Венеції опублікував латиною алхімічну поему «Хризопейя», тобто мистецтво творити золото. Він подарував її папі Леву X, розраховуючи отримати винагороду. Однак папа подарував йому порожній гаманець, відзначивши, що людині, яка вміє робити золото, він знадобиться, щоб його туди складати.